# Acacitli
Acacitli (también Acaçitli, Acacihtli, Acazitli o Acaxitli), pronunciado [aːkaˈsiʔtɬi] (náhuatl: Ācacitli;  āca- ‘caña/carrizo’; y -citli ‘liebre’: ‘liebre [de] caña/carrizo’ ó ‘liebre [de] cañaveral/carrizal’; es un nombre común en la documentación historiográfica nahua. Principalmente se refiere uno de los "ancianos principales" o teyacanqui (‘guiadores’) y tlacateccatl (‘general de tropa’) del ejército señalados como fundadores de México-Tenochtitlan, que al parecer es una proyección al pasado del segundo cuauhtlahtoani de los mexica en su peregrinaje por el altiplano central mexicano.

## El cuauhtlatoani

### Temporalidad
Las dos versiones principales que exponen su temporalidad provienen del mismo historiador: Domingo Chimalpahin, depositadas en el Memorial de Colhuacan, la Séptima relación, y el Diario respectivamente.
El Memorial de Colhuacan comparte (y complementa) sus conclusiones con la Séptima relación, pues establecen que fueron nueve los cuauhtlahtohqueh (‘líder/gobernante interino’) que guiaron a los mexicas desde 1116 (1-tecpatl) comparando cómputos con el inicio de la migración presentado en el códice Boturini hasta 1312 (2-tecpatl) para tratar de darle una mayor profundidad histórica a los hechos, aunque el Memorial de Colhuacan crea una especie de "laguna" equivalente a una ceremonia del fuego nuevo, 52 años (de 1188 a 1240) lo que crea confusión tomando en cuenta que últimamente, se han tratado de difundir conexiones entre el calendario y la simbología indígenas desde una visión occidental que dejan de lado la concepción original registrada en las fuentes. Según esta versión, fue el tercer cuauhtlahto que se convirtió en cuauhtlahto en el año 12-casa y falleció en el año 13-caña. De ser así, gobernó 15 años; estableciéndose a diecisiete años del arribo a Tula en 1153 y falleció a cuatro años del arribo a Atlitlalaquian en 1167.
Por otro lado, el Diario ofrece una lista más clara y coherente en base a fuentes más antiguas calculando a la manera propiamente indígena, de la cual se observan y estudian las inconsistencias de los períodos de las demás listas. De la misma manera que la lista anterior, fue convertido cuauhtlahto en el año 12-casa y falleció en 13-caña, gobernando 15 años. La cuenta del tonalpohualli podría parecer sin duda la misma, sin embargo no es así. Esta lista aboga por situar 12-casa en 1205 y 13-caña en 1219, es decir 52 años después.
Los Anales de Tlatelolco presentan una lista diferente que no despeja la problemática en su totalidad tomando en cuenta que Rafael Tena (traductor y paleógrafo de la edición de CONACULTA en 2004) propuso una cronología incorrecta, sin embargo coincide en que fueron nueve los cuauhtlahtohqueh. Partiendo desde el año 8-casa 1253 reculando hasta el 1-acatl 1155, se coloca como sucesor de Cuauhtlequetzqui en 1205 (12-casa) establecidos en Tlemaco a Apanteuctli, quien sustituye a Acacitli hasta su muerte en 1236 (4-tecpatl) en Apazco.
Es de provecho mencionar también, que es preferible acercar a los cuauhtlahtohqueh en lo históricamente verdadero desde 1240; pues antes las propias fuentes indican sucesos excesivamente mitificados, incoherentes, contradictorios y poco corroborables en realidad.

## El fundador de Tenochtitlan

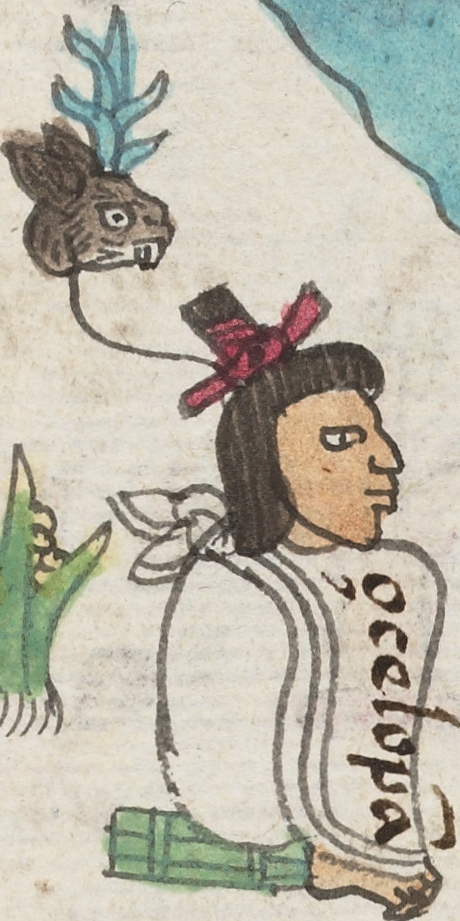
Acacitli, el caudillo fundador. (Códice Mendoza: fol. 2r)

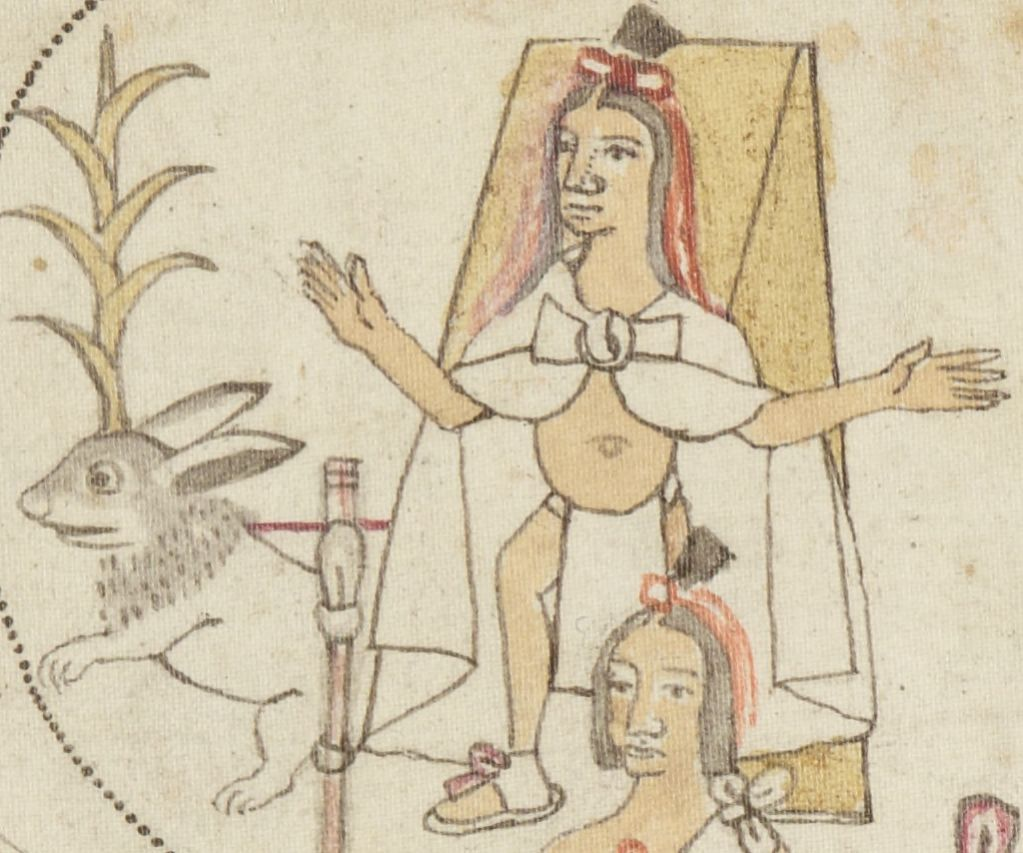
Acacitli participando en la entronización de un noble mexica (Códice Azcatitlan).

Floreció de 1278 a 1326. Su padre fue Cohuatzontli y su madre Nazohuatl. Era de ascendencia tepaneca y chichimeca. Engendró a Tezcatlamiyahuatzin, esposa de Acamapichtli.
Como se había mencionado al inicio, al parecer este personaje es una proyección al pasado. Fue un personaje relevante, sin embargo; según la tradición historiográfica mexica, la historia se recomponía y reacomodaba de acuerdo al momento, necesidades y objetivos sociopolíticos para reescribirla resaltando otra versión, lo que resulta en una posible (o inminente) relegación histórica como sucede con este personaje y otros, como Cuauhtlequetzqui; quien también es colocado en el pasado remoto como primer cuauhtlahto (1168-1205) con quien Acacitli el cuauhtlahto está "unido", de ahí de ser el primero y el segundo cuauhtlahtohqueh respectivamente. La relevancia del fundador Acacitli no provenía del pasado remoto, el cual jugaba un simbólico papel fundacional, sino de su posición genealógica al ser abuelo de Huitzilihuitl, segundo tlahtoani de Tenochtitlan.

### Prefundación de Tenochtitlan
Durante los últimos años de gobierno del cuauhtlahto Tozcuecuextli y a la llegada a Chapoltépec (1278), ya fungía como uno de los dieciséis teyacanqui principales y caudillos del ejército (tlacateccatl) que guiaba tanto a los tlatelolca y a los tenochca (aún como mexicas, antes de su separación).

Cuando los mexica escaparon de Tizapan hacia Acatzintitlan, Ocelopan dijo que fuera a Mictlan; un pueblo tepaneca.

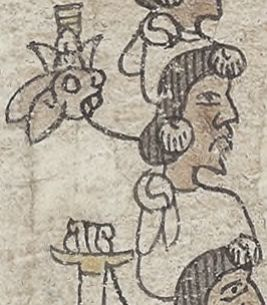
Acacitli en el folio 5r de la Tira de Tepechpan.

## Fundación de Tenochtitlan
Inmediatamente después de la salida de Iztacalco y llegada a Tenochtitlan, se le menciona en 1325: Xomimitl, en un sendero hacia Acuezcómac encontró en un sendero a una pareja de colhuas, pareja que Xomimitl apresó y el varón dijo a los mexica:

Mexicaé, ca nel onimic? Amoca niauh Xaltoca, Maçauaca: axca macuilli anpopolliuizque. Niyaotequiua niticomecatl Chichicuauitl.
Mexicas, ¿acaso ya he muerto? Por vosotros voy a Xaltocan y a Mazahuacan: dentro de cinco días pereceréis. Yo soy el guerrero y ticolmécatl Chichicuáhuitl.
Anales de Tlatelolco, p. 73

Después de estas palabras, un mensajero fue mandado a Ténoch, Ocelopan, Xiuhcaque, Ahuexotl y a Acacitli y les dijo que habían aprehendido a unos colhuas, que morirían sacrificados en el día 1-cipactli.
Cuando se fundó Tenochtitlan, a la llegada y posesión de un pequeño islote llamado Totzallan Acatzallan; se dividió en varios sectores que serían gobernados individualmente por varios nobles y guerreros.
Como son varios antropónimos los mencionados en las fuentes, a continuación se resumirán en la tabla:
| Cronista o historiador         | Obra                                         | Cita | Fundadores | Teomamaque | Mención de Acacitli                                                        |
| ------------------------------ | -------------------------------------------- | --- | --- | --- | -------------------------------------------------------------------------- |
| Hernando de Alvarado Tezozómoc | Crónica mexicana                             | 2002, p. 333 | Acacitli, Tenzacatetl, Xomimitl, Ahuexotl, Huicton y Tenoch. | No hay mención. | Si hay mención. Lo nombra como primer fundador azteca chichimeca.          |
| Hernando de Alvarado Tezozómoc | Crónica mexicáyotl                           | 1998, pp. 70-72 | Atl-Tenoch, Cuauhtliyolqui, Acacitli, Tenzacatetl, Ahuexotl, Ocelopan, Cuauhtlequetzqui, Cuauhcoatl, Tzompantzin, Izhuactlaxquitl, Ocomecatzin, Chicopachmani, Ahatzin y Copil.                                       | Si hay mención. Los "falsos" son Xomimitl, Cuauhtlequetzqui, Cuauhcoatl, Ococal, Chachalayotl y Axolohua. Los "verdaderos" son Cuauhtlequetzqui, Cuauhcoatl, Copil, Xiuhcaque, Cuitlachcuauhtli y Poyahuitl. | Si hay mención. Lo nombra como tercer anciano mexicano fundador.           |
| Juan de Torquemada             | Monarquía indiana                            | León Portilla, Miguel, ed. (1975). Monarquía Indiana. Historiadores y cronistas de Indias: n°5 I (3.ª edición). México, México: Editorial Instituto de Investigaciones Históricas. p. 120. ISBN 968-582-560-2. OCLC 2876864. | Axolohua, Nanacatzin, Quentzin, Tlalala, Tzontliyayauh, Tochpan, Tetepan, Cozcatl, Xiuhcaque, AcohuatI, Ocelopan, Tenoch, Ahatl, Achitomecatl, Ahuexotl, Xomimitl. Acacitli, Tenzcatl, Mimich, Huitziton y Tecpatzin. | No hay mención. | Si hay mención. Lo nombra como decimoséptimo anciano famoso fundador.      |
| Domingo Chimalpahin            | Diario                                       | En GIL, 2020 | Tenoch, Cuauhtliyolqui, Tzompantzin, Ahuexotl, Izhuactlaxquitl, Ocomecatzin, Chicopahmani, Ahatzin, Tenzacatetl, Acacitli, Copil y Xiuhcaque.                                                                         | Si hay mención. Son Copil y Xiuhcaque. | Si hay mención. Lo nombra como décimo en llegar.                           |
| Domingo Chimalpahin            | Tercera relación                             | 1997, p. 69 y en GIL, 2020 | Tenoch, Ahuexotl, Xomimitl, Ocelopan, Acacitli, Tenzacatetl, Cuauhtlecoatl, Cuauhtlequetzqui, Cocihuatli y Axolohua.                                                                                                  | No hay mención. | Si hay mención. Lo nombra como quinto que guiaba.                          |
| Domingo Chimalpahin            | Quinta relación                              | Limón, Silvia; García Quintana, Josefina; Pastrana, Miguel y Castillo Farreras, Víctor Manuel, ed. (2003). Primera, segunda, cuarta, quinta y sexta relaciones de las Différentes histoires originales. Cultura náhuatl: fuentes n° 11. México, México: Editorial Instituto de Investigaciones Históricas. p. 133. ISBN 970-32-0629-8. Archivado desde el original el 2 de agosto de 2021. Consultado el 2 de agosto de 2021., y en GIL, 2020 | Tenoch, Acacitli, Ocelopan, Ahatl, Ahuexotl, Xiuhcaque, Tenzacatetl, Xomimitl, Copil y Cuauhtliyolqui. | Si hay mención. Son Xiuhcaque y Copil. | Si hay mención. Lo nombra como el segundo que llegó.                       |
| (Desconocido)                  | Códice Azcatitlan                            | Comentario, descripción interpretación en Noguez, Xavier (2009). «Códice Azcatitlan». Arqueología mexicana (México, México: Raíces) (100): 84-85. ISSN 0188-8218. OCLC 82015505. Consultado el 2 de agosto de 2021. Facsimilar en Gallica (escena citada en el folio 12). | ¿Xocoyoltzin?, Xiuhcaque, Copil, Acacitli, ¿Ezhuahuatzin?, Ténoch, ¿Tecpanécatl?, Tenzacatetl, ¿Azcaollin?, Tezcacoatl y Atzin.                                                                                       | No hay mención. | Si hay mención. Lo menciona como fundador.                                 |
| Diego Durán                    | Códice Durán                                 | 1867, p. 47. Los fundadores de Acacitli hasta Axolohua se encuentran en la p. 47, mientras que Tochpan aparece dibujado junto con Tenoch en la lámina 63 del tomo II de la edición de Porrúa (2006). | Acacitli, Tenoch, Mexi, Ahuexotl, Ocelopan, Tenzacatetl, Cuauhtlequetzqui, Ococal, Chachalayotl, Axolohua y Tochpan.                                                                                                  | Si hay mención. Los menciona como ayos de Huitzilopochtli. Son Cuauhtlequetzqui, Ococal, Chachalaitl y Axolohua. Estarían representados cuatro en la lámina 6 del tomo II de la edición de Porrúa (2006).    | Si hay mención. Lo nombra como primer viejo con mucha autoridad y respeto. |
| (Desconocido)                  | Códice Mendoza                               | Transcripción en 2014 y en Berdan, Frances E.; Rieff Anawalt, Patricia (1997). The essential Codex Mendoza (en inglés). Berkeley, Estados Unidos: University of California Press. p. 292. ISBN 058-535-702-1. OCLC 47009095. | Ocelopan, Cuauhpan, Acacitli, Ahuexotl, Tenoch, Tetzineuh, Xomimitl, Xocoyotl, Xiuhcaque y Atototl. | No hay mención. | Si hay mención. Lo nombra como tercer caudillo del ejército.               |
| (Desconocido)                  | Códice Mexicanus                             | Comentario, descripción e interpretación en Mengin, Ernest (1952). «Commentaire du Codex mexicanus n° 23-24 de la Bibliothèque Nationale de Paris». Journal de la Société des Américanistes (en francés) (París, Francia) XLI (2): pp. 387-498. doi:10.3406/jsa.1952.3743. Consultado el 2 de agosto de 2021. (enlace roto disponible en Internet Archive; véase el historial, la primera versión y la última). Facsimilar en Gallica (escena citada en los folios 42-45). | Tenoch, Ahatzin, Ahuexotl, Acacitli, Xomimitl, Ocelopan, Xiuhcaque, Achitomecatl, Acohuatl, Cozcatl, Nanacatzin, Axolohua, Tzontliyayauh, Quentzin, Tetepan, Atototl, MImich, Tezcatl, Tozpan y Tlalala.              | No hay mención. | Si hay mención. Lo menciona como cuatro fundador.                          |
| Francisco Javier Clavijero     | Historia antigua de México                   | González Obregón, Luis, ed. (1917). Historia antigua de México. Sacada de los mejores historiadores españoles y de los manuscritos y de las pinturas antiguas de los indios dividida en diez libros: adornada con mapas y estampas e ilustrada con disertaciones sobre la tierra, los animales y los habitantes de México (Mora, J. Joaquín de, trad.) I. México, México: Departamento editorial de la dirección general de las bellas artes. p. 137. OCLC 858227851. Consultado el 3 de agosto de 2021., en Simeón, Rémi (2007). Soler, Martí y Hernández, Anhelo, ed. Diccionario de la lengua náhuatl o mexicana (Oliva de Coll, Josefina, trad.) (19.ª edición). México, México: Siglo XXI editores. p. 6. ISBN 968-23-0573-X. OCLC 254417714. Consultado el 3 de agosto de 2021. | Tenoch, Atzin, Acacitli, Ahuexotl, Ocelopan, Xomimitl, Xiuhcaque. Axolohua, Nanacatzin, Quentzin, Tlalala, Tzontliyayauh, Cozcatl, Tezcatl. Tochpan, Mimich, Tetepan, Tenzacatetl, Acohuatl y Achitomecatl.           | No hay mención. | Si hay mención. Lo menciona como tercer señor noble y sabio.               |
| (Desconocido)                  | Tira de Tepechpan                            | Comentario, descripción e interpretación en Noguez, Xavier (2007). «Tira de Tepechpan». Arqueología mexicana (México, México: Raíces) XV (86): 82-83. ISSN 0188-8218. OCLC 82015505. Archivado desde el original el 3 de agosto de 2021. Consultado el 3 de agosto de 2021. Facsímil en Gallica (escena citada en el folio 5 reverso). | Atzin, Acacitli, Tenzacatetl, Tenoch y Xiuhcaque. | No hay mención. | Si hay mención. Lo menciona como fundador.                                 |
| (Desconocido)                  | Códice Aubin                                 | 1902, pp. 94-95. Facsímil en The British Museum (escena citada en los folios 24 verso al 25 verso). | Axolohua y Cuauhcoatl. | No hay mención. | No hay mención.                                                            |
| Juan de Tovar                  | Códice Tovar                                 | Descripción y explicación en Hernández Guerra, 2018, pp. 17-19. Facsimilar en la Biblioteca Digital Mundial (escena citada en la página 91). | Tochpan y Tenoch. | Se cree que si hay mención. Estarían representados cuatro en la lámina XI. | No hay mención.                                                            |
| (Desconocido)                  | Histoire mexicaine depuis 1221 jusqu'en 1594 | Descripción y explicación en Hernández Guerra, 2018, pp. 19-20. | Axolohua y Chichicuahuitl. | No hay mención. | No hay mención.                                                            |
| (Desconocido)                  | Mapa de Sigüenza                             | En Hernández Guerra, 2018, pp. 20-21. | Xomimitl, Axayacatl, Coapan, Tenoch, Acacitli, Atezcatl y ¿Ahuexotl?. | No hay mención. | Si hay mención. Lo menciona como noveno fundador.                          |
| Jerónimo de Mendieta           | Historia eclesiástica indiana                | García Icazbalceta, Joaquín, ed. (1870). Historia eclesiástica indiana. México, México: Imprenta de Francisco Díaz de León y Santiago White. p. 148. | Ocelopan, Cuauhpan, Acacitli, Ahuexotl, Tenoch, Tetzineutl, Xomimitl, Xocoyotl, Xiuhcaque y Atototl. | No hay mención. | Si hay mención. Lo nombra como tercer caudillo del ejército.               |
| Agustín de Betancourt          | Teatro mexicano                              | Teatro mexicano. Descripción breve de los sucesos ejemplares, históricos, políticos, militares y religiosos del Nuevo Mundo Occidental de las Indias. Biblioteca histórica de la Iberia: VII I. México, México: Imprenta de I. Escalante y compañía. 1870. p. 261. | Axolohua, Nanacatzin, Quentzin, Tlalala, Tzontliyayauh, Tozpan, Tepepan, Cozcatl, Xiuhcaque, Acohuatl, Ocelopan, Tenoch, Atl, Achitomecatl, Ahuexotl, Xomimitl, Tenzacacatetl, Mimich y Tezcatl.                      | No hay mención. | Si hay mención. Lo nombra como decimoséptimo capitán mexicano.             |

## Aparición en códices

### Lámina 2 reverso delCódice Mendoza

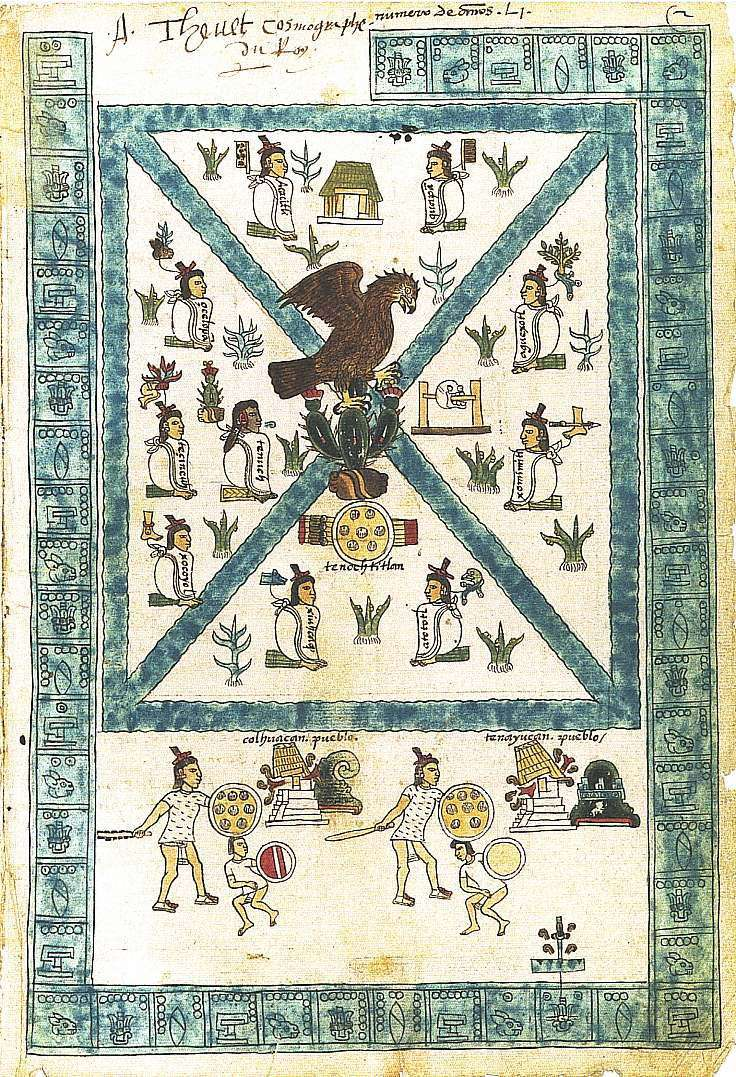
Fundación de Tenochitlan, entronización de Ténoch, conquista de Colhuacan y de Tenayocan.

#### Catalogación y descripción técnica
El personaje está catalogado con el compuesto glífico M_02r_B_13 y su glifo antroponímico como M_02r_B_11, localizado en la zona M_02r_B (zona de la alegoría a la fundación de Tenochtitlan). La representación pictórica del personaje mide 2.7 cm (1.1 in) de alto y 2.1 cm (0.8 in) de largo, mientras que el glifo antroponímico mide 1.1 cm (0.4 in) de alto y 8 mm (0.3 in) de largo. En total, el personaje junto con su glifo antroponímico dan como resultado 3.9 cm (1.5 in) de alto y 3.6 cm (1.4 in) de largo.

##### Descripción visual
Acacitli está de perfil alzado viendo hacia el sur, sentado en un tolyeicpalli (‘asiento de tule de tres ases‘), asiento en donde posa sus talones. El asiento y el personaje están situados al este, cerca del canal del barrio Hueycalco (‘lugar de la casa grande’) y rodeado de tules y cañas (Totzallan Acatzallan). Tiene los ojos abiertos, las plantas de los pies descalzos sobre la tierra y el color natural de su piel (sin pigmentos). Está vestido con un iztactilmatli (‘manto blanco‘) con dos franjas negras trazadas en todo el borde. Su cabello es largo, y está trenzado en un mechón con una cintilla roja. Todos los trazos del personaje están contorneados en negro. El glosista escribió encima de su iztactilmatli  "ocelopa".

###### Significado
El número de ases de tule en el asiento (icpalli) designa grado militar. En este caso, funge como tlacateccatl (‘general de tropa’), parte de la élite militar más prestigiosa de los mexica, los cuachicqueh (‘rapados’). El tener los talones en la estera de tule, es la expresión metafórica del juez. Al fundar Tenochtitlan, Ténoch la dividió en cuatro barrios o sectores. A Cuauhpan y a Acacitli, Ténoch les designó como jueces de tierras regionales del barrio o sector del este, entre un canal izquierdo de Hueycalco. El tener las plantas de los pies descalzos sobre la tierra, es la expresión metafórica de nobleza que gobierna a la gente y las cosas de tierra firme. El no tener pigmento corporal, significa que no es un noble sacerdote de alta jerarquía. Según la tradición, únicamente los nobles podían vestir con el iztactilmatli (‘manto blanco’). Las franjas delgadas en el borde, significan que no es de alta jerarquía. Está peinado con el tradicional temillotl (‘el del alto mechón trenzado y anudado con cintilla roja’), peinado tradicional de los guerreros mexicas. El glosista se confundió, puesto que colocó "Acaçitli" (‘liebre de caña’) encima del iztactilmatli de Ocelopan (‘bandera de jaguar’), y consecuentemente, colocó "ocelopa" en el iztactilmatli de Acacitli.
Tras la urbanización del lago, los tulares y los carrizales del islote, se reunieron los teyacanqui frente al tenochtli (tuna de piedra) para elegir a Ténoch como gobernante de los mexica.

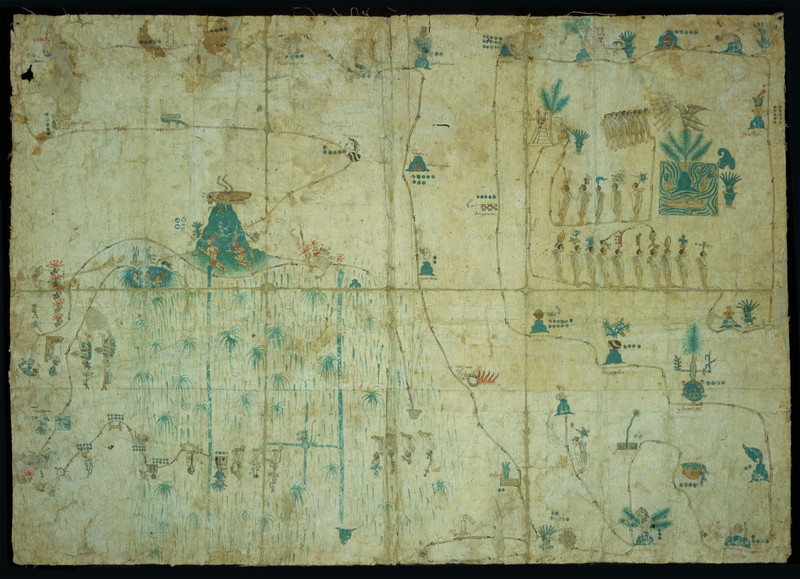
Mapa de Sigüenza.

### CódiceMapa de Sigüenza

#### Descripción visual

##### Significado
Cuando los mexica fueron derrotados por Colhuacan durante su estancia en Chapoltépec (1299), se dispersaron en varios grupos que huyeron en diferentes direcciones. Acacitli huyó junto con los teyacanqui Coapan y Atezcatl (que gobernaron en conjunto al grupo) en dirección a los tulares y carrizales de la laguna de Acocolco-Aztacalco (‘lugar donde el agua hace meandros-lugar de la casa de las garzas’); donde se vistió de textiles de corteza de tule y lamentó la derrota. Acacitli y los demás teyacanqui de este grupo, reconocieron el sometimiento; como otros personajes, cosa que Coapan, Atezcatl y Acacitli expresaron llevando dos bultos con tributo a Coxcoxtli.

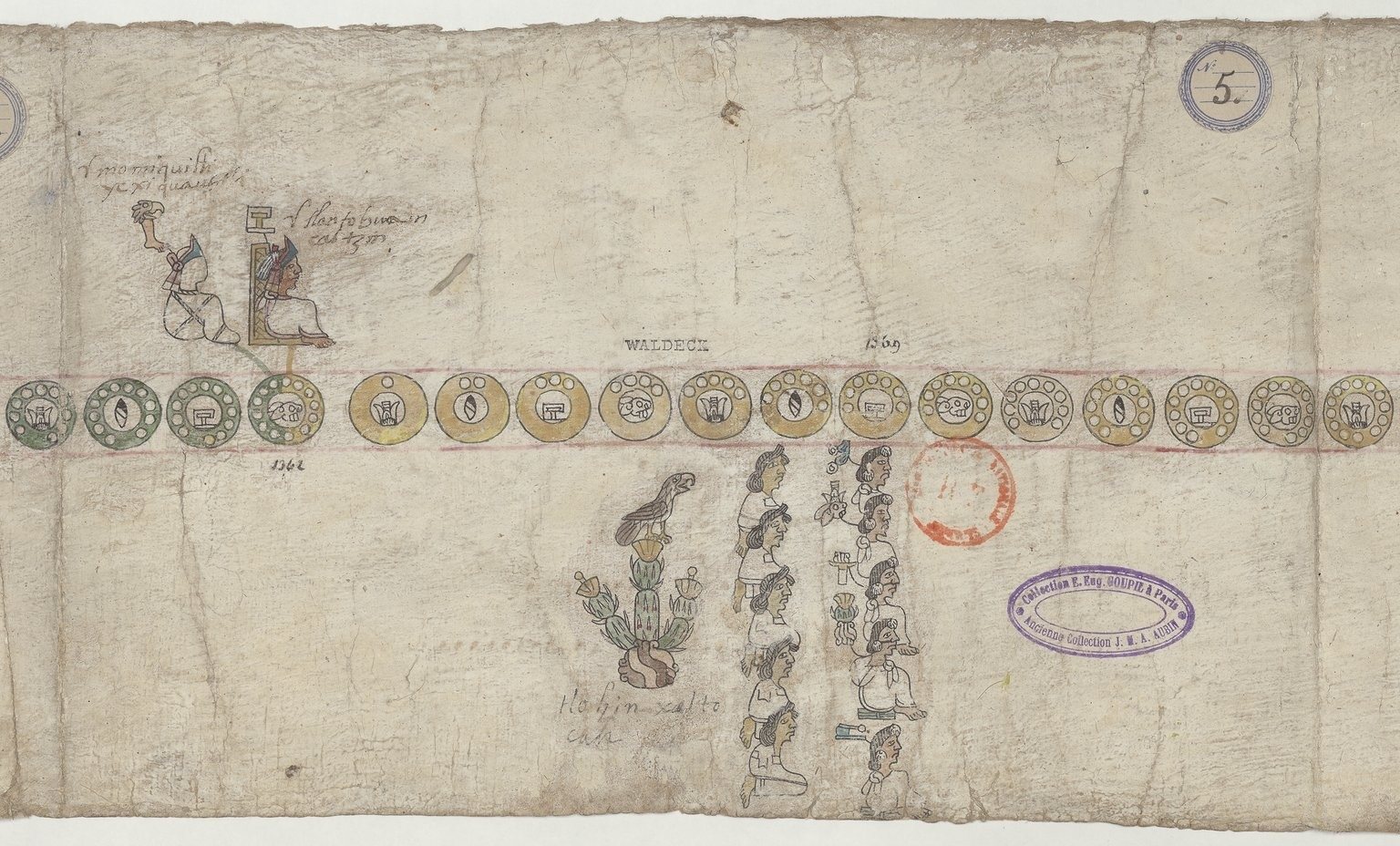
Lámina 5 reverso del Códice Tira de Tepechpan.

### Códice Azcatitlan

#### Folio 13

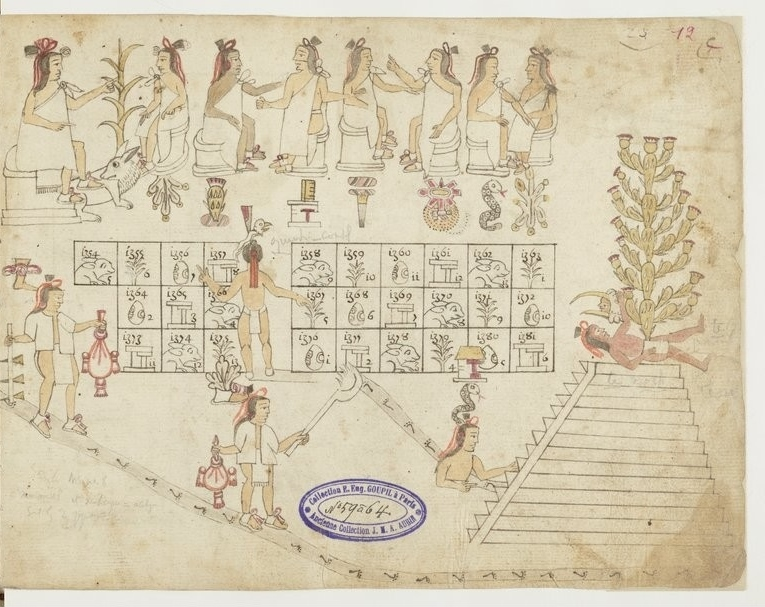
Folio 13.
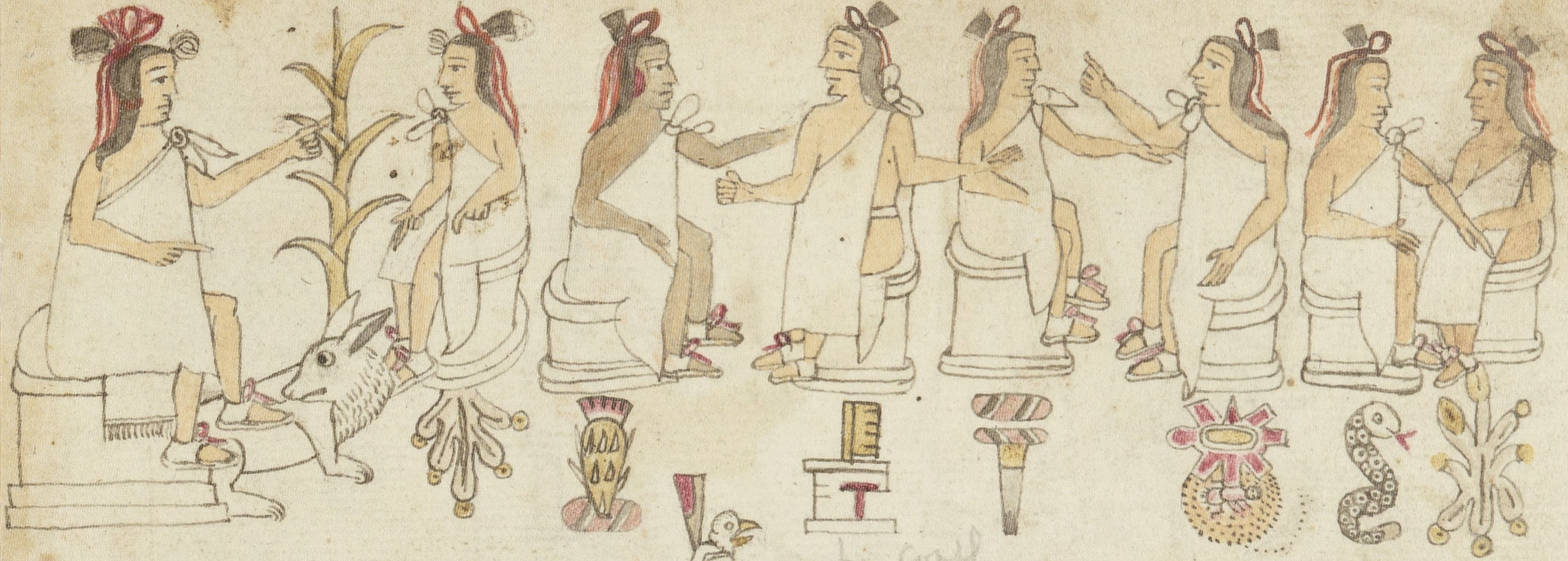
Escena citada.
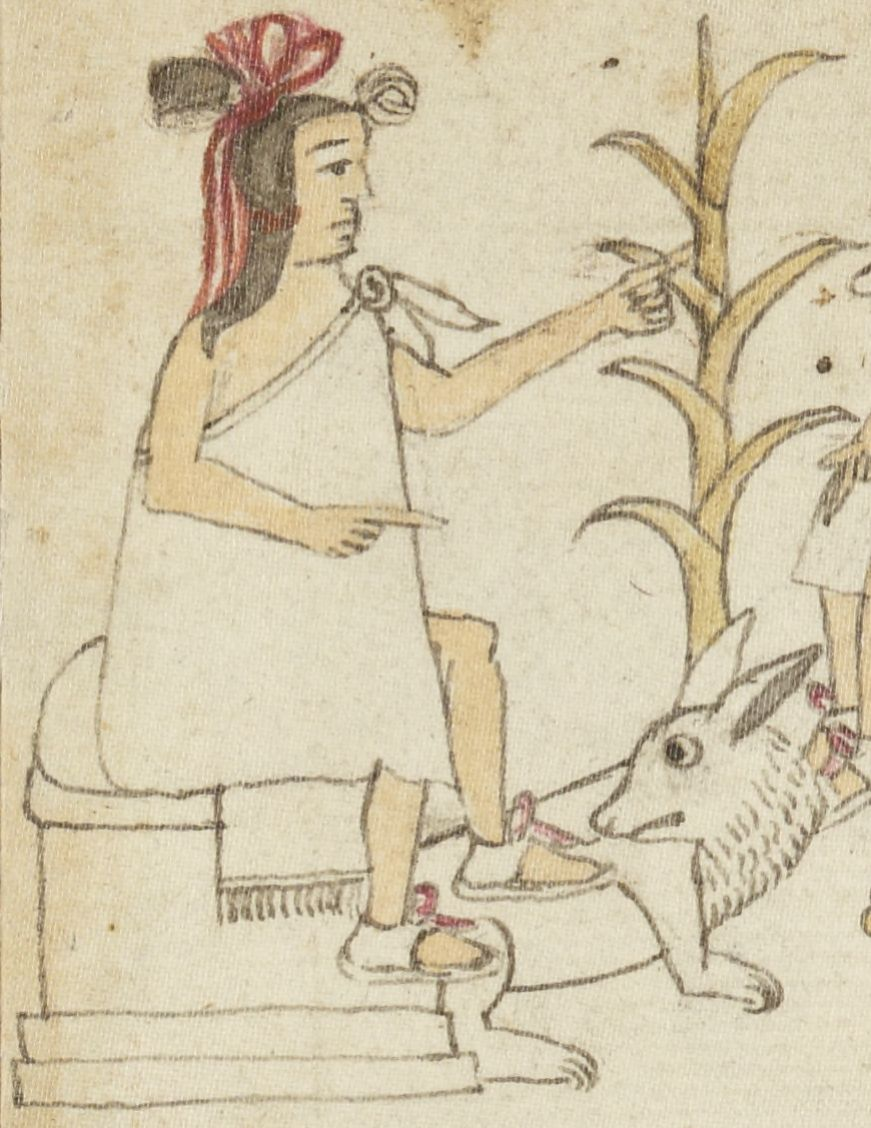
Aparición.

## Posfundación de Tenochtitlan

### Relevancia en el linaje
Como se mencionó, era abuelo de Huitzilihuitl y también suegro de Acamapichtli. Esta conexión de parentesco provenía desde la unión de Cuauhtlequetzqui con Xicomoyahual, hija de Copil, teniendo así Acacitli una posición intermedia al ser éste a su vez nieto de Cuauhtlequetzqui.

El árbol genealógico que extrajo Chimalpahin de un Documento señorial de Santa María Cuepopan explica la conexión de Acacitli con otros miembros fundadores como Tenzacatetl y Tepan que aquí aparecen como hermanos de éste, que son mencionados en otros documentos e incluso están representados en la lámina 2r del Códice Mendoza junto a Tenoch, Ocelopan o Xiuhcaque:
|               |               |               |               |               |               |              |              | Chimalcuauhtli (Malinalco) | Chimalcuauhtli (Malinalco) | Chimalcuauhtli (Malinalco) | Chimalcuauhtli (Malinalco) | Chimalcuauhtli (Malinalco) | Chimalcuauhtli (Malinalco) |              |              | Malinalxoch           | Malinalxoch           | Malinalxoch           | Malinalxoch           | Malinalxoch                | Malinalxoch                |                            |                            |                            |                            |             |             |             |             |           |           |                          |                          |                          |                          |                          |                          |            |            |            |            |            |            |            |            |  |  |  |  |  |  |  |  |  |  |
|               |               |               |               |               |               |              |              | Chimalcuauhtli (Malinalco) | Chimalcuauhtli (Malinalco) | Chimalcuauhtli (Malinalco) | Chimalcuauhtli (Malinalco) | Chimalcuauhtli (Malinalco) | Chimalcuauhtli (Malinalco) |              |              | Malinalxoch           | Malinalxoch           | Malinalxoch           | Malinalxoch           | Malinalxoch                | Malinalxoch                |                            |                            |                            |                            |             |             |             |             |           |           |                          |                          |                          |                          |                          |                          |            |            |            |            |            |            |            |            |  |  |  |  |  |  |  |  |  |  |
|               |               |               |               |               |               |              |              |                            |                            |                            |                            |                            |                            |              |              |                       |                       |                       |                       |                            |                            |                            |                            |                            |                            |             |             |             |             |           |           |                          |                          |                          |                          |                          |                          |            |            |            |            |            |            |            |            |  |  |  |  |  |  |  |  |  |  |
|               |               |               |               |               |               |              |              |                            |                            |                            |                            | Copil (tlahtoani)          |                            |              |              |                       |                       |                       |                       |                            |                            |                            |                            |                            |                            |             |             |             |             |           |           |                          |                          |                          |                          |                          |                          |            |            |            |            |            |            |            |            |  |  |  |  |  |  |  |  |  |  |
|               |               |               |               |               |               |              |              |                            |                            |                            |                            |                            |                            |              |              |                       |                       |                       |                       |                            |                            |                            |                            |                            |                            |             |             |             |             |           |           |                          |                          |                          |                          |                          |                          |            |            |            |            |            |            |            |            |  |  |  |  |  |  |  |  |  |  |
|               |               |               |               |               |               |              |              |                            |                            |                            |                            | Xicomoyahual               | Xicomoyahual               | Xicomoyahual | Xicomoyahual | Xicomoyahual          | Xicomoyahual          |                       |                       | Cuauhtlequetzqui 1260-1285 | Cuauhtlequetzqui 1260-1285 | Cuauhtlequetzqui 1260-1285 | Cuauhtlequetzqui 1260-1285 | Cuauhtlequetzqui 1260-1285 | Cuauhtlequetzqui 1260-1285 |             |             |             |             |           |           | Acxocuauhtli (Colhuacan) | Acxocuauhtli (Colhuacan) | Acxocuauhtli (Colhuacan) | Acxocuauhtli (Colhuacan) | Acxocuauhtli (Colhuacan) | Acxocuauhtli (Colhuacan) |            |            |            |            |            |            |            |            |  |  |  |  |  |  |  |  |  |  |
|               |               |               |               |               |               |              |              |                            |                            |                            |                            | Xicomoyahual               | Xicomoyahual               | Xicomoyahual | Xicomoyahual | Xicomoyahual          | Xicomoyahual          |                       |                       | Cuauhtlequetzqui 1260-1285 | Cuauhtlequetzqui 1260-1285 | Cuauhtlequetzqui 1260-1285 | Cuauhtlequetzqui 1260-1285 | Cuauhtlequetzqui 1260-1285 | Cuauhtlequetzqui 1260-1285 |             |             |             |             |           |           | Acxocuauhtli (Colhuacan) | Acxocuauhtli (Colhuacan) | Acxocuauhtli (Colhuacan) | Acxocuauhtli (Colhuacan) | Acxocuauhtli (Colhuacan) | Acxocuauhtli (Colhuacan) |            |            |            |            |            |            |            |            |  |  |  |  |  |  |  |  |  |  |
|               |               |               |               |               |               |              |              |                            |                            |                            |                            |                            |                            |              |              |                       |                       |                       |                       |                            |                            |                            |                            |                            |                            |             |             |             |             |           |           |                          |                          |                          |                          |                          |                          |            |            |            |            |            |            |            |            |  |  |  |  |  |  |  |  |  |  |
|               |               |               |               |               |               |              |              |                            |                            |                            |                            |                            |                            |              |              | Cohuatzontli          | Cohuatzontli          | Cohuatzontli          | Cohuatzontli          | Cohuatzontli               | Cohuatzontli               |                            |                            |                            |                            |             |             |             |             |           |           | Nazohuatl                | Nazohuatl                | Nazohuatl                | Nazohuatl                | Nazohuatl                | Nazohuatl                |            |            |            |            |            |            |            |            |  |  |  |  |  |  |  |  |  |  |
|               |               |               |               |               |               |              |              |                            |                            |                            |                            |                            |                            |              |              | Cohuatzontli          | Cohuatzontli          | Cohuatzontli          | Cohuatzontli          | Cohuatzontli               | Cohuatzontli               |                            |                            |                            |                            |             |             |             |             |           |           | Nazohuatl                | Nazohuatl                | Nazohuatl                | Nazohuatl                | Nazohuatl                | Nazohuatl                |            |            |            |            |            |            |            |            |  |  |  |  |  |  |  |  |  |  |
|               |               |               |               |               |               |              |              |                            |                            |                            |                            |                            |                            |              |              |                       |                       |                       |                       |                            |                            |                            |                            |                            |                            |             |             |             |             |           |           |                          |                          |                          |                          |                          |                          |            |            |            |            |            |            |            |            |  |  |  |  |  |  |  |  |  |  |
|               |               |               |               |               |               |              |              |                            |                            |                            |                            |                            |                            |              |              |                       |                       |                       |                       |                            |                            |                            |                            |                            |                            |             |             |             |             |           |           |                          |                          |                          |                          |                          |                          |            |            |            |            |            |            |            |            |  |  |  |  |  |  |  |  |  |  |
| Macuilxochitl | Macuilxochitl | Macuilxochitl | Macuilxochitl | Macuilxochitl | Macuilxochitl |              |              | Chimallaxochitl            | Chimallaxochitl            | Chimallaxochitl            | Chimallaxochitl            | Chimallaxochitl            | Chimallaxochitl            |              |              | Acacitli (Teyacanqui) | Acacitli (Teyacanqui) | Acacitli (Teyacanqui) | Acacitli (Teyacanqui) | Acacitli (Teyacanqui)      | Acacitli (Teyacanqui)      |                            |                            | Cuetlaxquen                | Cuetlaxquen                | Cuetlaxquen | Cuetlaxquen | Cuetlaxquen | Cuetlaxquen |           |           | Tepan                    | Tepan                    | Tepan                    | Tepan                    | Tepan                    | Tepan                    |            |            | Cuetlaxoch | Cuetlaxoch | Cuetlaxoch | Cuetlaxoch | Cuetlaxoch | Cuetlaxoch |  |  |  |  |  |  |  |  |  |  |
| Macuilxochitl | Macuilxochitl | Macuilxochitl | Macuilxochitl | Macuilxochitl | Macuilxochitl |              |              | Chimallaxochitl            | Chimallaxochitl            | Chimallaxochitl            | Chimallaxochitl            | Chimallaxochitl            | Chimallaxochitl            |              |              | Acacitli (Teyacanqui) | Acacitli (Teyacanqui) | Acacitli (Teyacanqui) | Acacitli (Teyacanqui) | Acacitli (Teyacanqui)      | Acacitli (Teyacanqui)      |                            |                            | Cuetlaxquen                | Cuetlaxquen                | Cuetlaxquen | Cuetlaxquen | Cuetlaxquen | Cuetlaxquen |           |           | Tepan                    | Tepan                    | Tepan                    | Tepan                    | Tepan                    | Tepan                    |            |            | Cuetlaxoch | Cuetlaxoch | Cuetlaxoch | Cuetlaxoch | Cuetlaxoch | Cuetlaxoch |  |  |  |  |  |  |  |  |  |  |
|               |               |               |               |               |               |              |              |                            |                            |                            |                            |                            |                            |              |              |                       |                       |                       |                       |                            |                            |                            |                            |                            |                            |             |             |             |             |           |           |                          |                          |                          |                          |                          |                          |            |            |            |            |            |            |            |            |  |  |  |  |  |  |  |  |  |  |
|               |               |               |               | Acamapichtli  | Acamapichtli  | Acamapichtli | Acamapichtli | Acamapichtli               | Acamapichtli               |                            |                            |                            |                            |              |              | Zocatlamiahuatzin     | Zocatlamiahuatzin     | Zocatlamiahuatzin     | Zocatlamiahuatzin     | Zocatlamiahuatzin          | Zocatlamiahuatzin          |                            |                            |                            |                            |             |             | Tenzacatl   | Tenzacatl   | Tenzacatl | Tenzacatl | Tenzacatl                | Tenzacatl                |                          |                          | Cuauhixtli               | Cuauhixtli               | Cuauhixtli | Cuauhixtli | Cuauhixtli | Cuauhixtli |            |            |            |            |  |  |  |  |  |  |  |  |  |  |
|               |               |               |               | Acamapichtli  | Acamapichtli  | Acamapichtli | Acamapichtli | Acamapichtli               | Acamapichtli               |                            |                            |                            |                            |              |              | Zocatlamiahuatzin     | Zocatlamiahuatzin     | Zocatlamiahuatzin     | Zocatlamiahuatzin     | Zocatlamiahuatzin          | Zocatlamiahuatzin          |                            |                            |                            |                            |             |             | Tenzacatl   | Tenzacatl   | Tenzacatl | Tenzacatl | Tenzacatl                | Tenzacatl                |                          |                          | Cuauhixtli               | Cuauhixtli               | Cuauhixtli | Cuauhixtli | Cuauhixtli | Cuauhixtli |            |            |            |            |  |  |  |  |  |  |  |  |  |  |
|               |               |               |               |               |               |              |              |                            |                            |                            |                            |                            |                            |              |              |                       |                       |                       |                       |                            |                            |                            |                            |                            |                            |             |             |             |             |           |           |                          |                          |                          |                          |                          |                          |            |            |            |            |            |            |            |            |  |  |  |  |  |  |  |  |  |  |
|               |               |               |               |               |               |              |              |                            |                            | Huitzilihuitl              |                            |                            |                            |              |              |                       |                       |                       |                       |                            |                            |                            |                            |                            |                            |             |             |             |             |           |           |                          |                          |                          |                          |                          |                          |            |            |            |            |            |            |            |            |  |  |  |  |  |  |  |  |  |  |

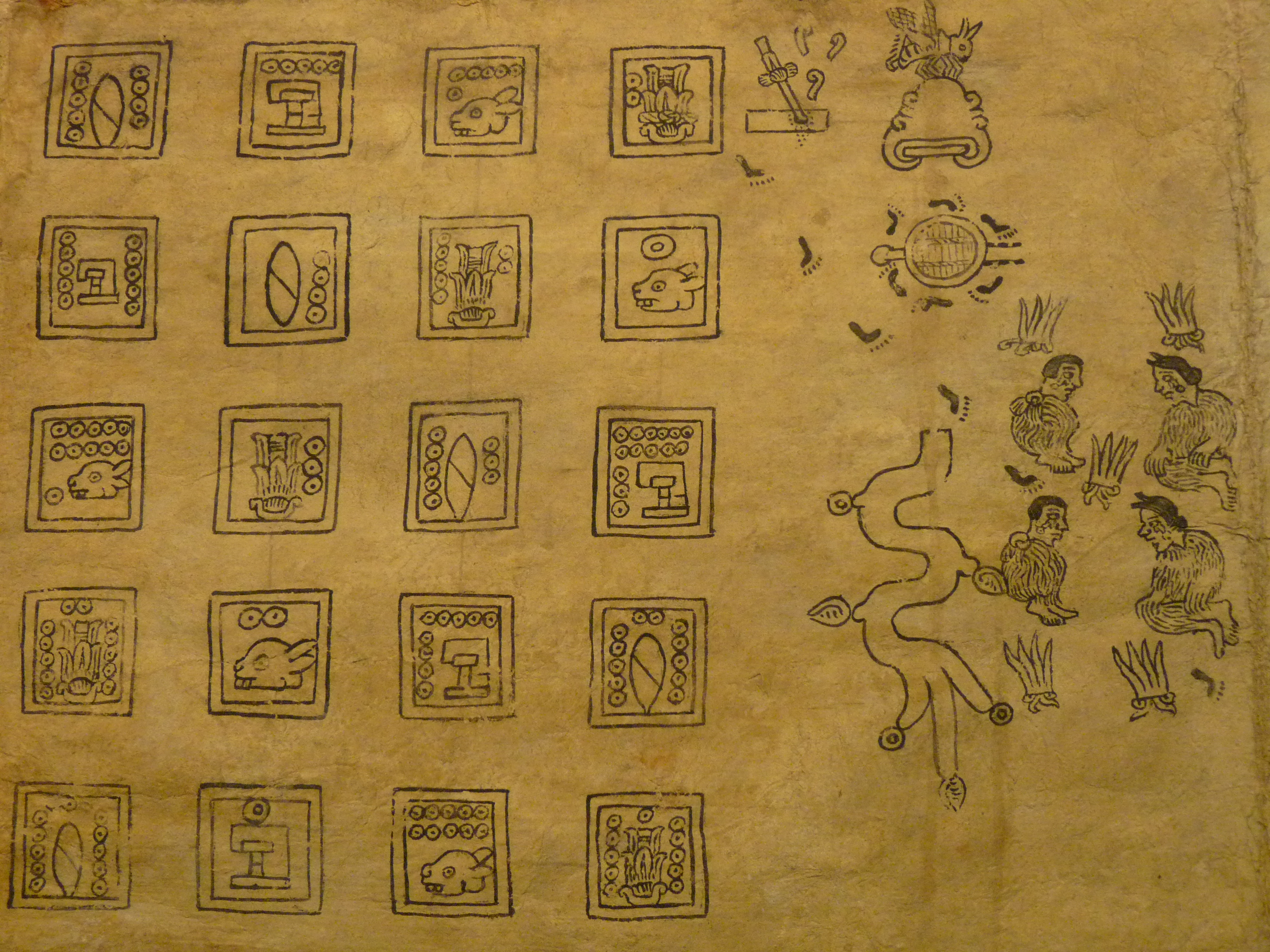
Fuego nuevo de 2-acatl (1299), derrota de Chapoltepec y huida a Acocolco (Códice Boturini: fol. 19)

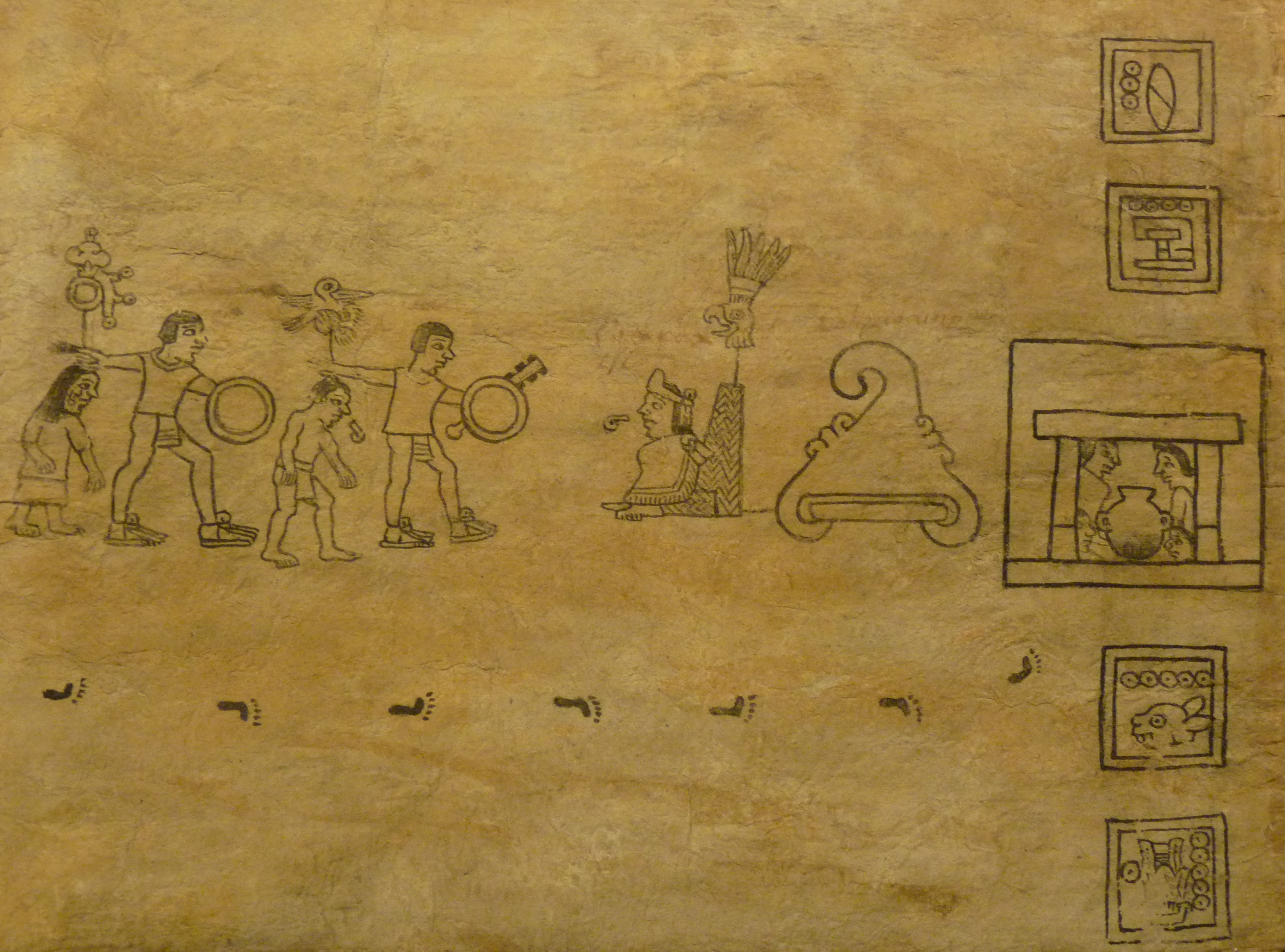
Captura de Huehue Huitzilíhuitl y Chimallaxochitl enfrente de Coxcoxtli en Colhuacan y llegada a Tizapan (3-tecpatl, 1300). Códice Boturini: fol. 20

Sin embargo, otra versión que ofrece el propio Chimalpahin en su Tercera relación y el anónimo Fragment de l'histoire des anciens mexicains caen en contradicción al indicar que es hijo de Huehue Huitzilihuitl. En la Tercera relación, Acacitli es el hijo mayor de dos varones; el otro llamado Azcatlxochitl (quien murió en guerra), sin mencionar explícitamente a sus hijas. En la Quinta relación (del propio Chimalpahin) menciona que Azcatlxochitl es mujer y la sacrificada junto con Huehue Huitzilihuitl y Acacitli es el único hijo que sobrevivió a la derrota de Chapoltepec (1299).
Como se mencionó, los relatos de la peregrinación cuentan que una de las consecuencias de la derrota en Chapoltepec fue la captura y sacrificio de Huehue Huitzilihuitl en Colhuacan.
En el Fragment de l'histoire des anciens mexicains se cuenta una versión de lo sucedido en Colhuacan con Huehue Huitzilihuitl:

Auh ca o[n]ca temactlanque ynpa motlalli yn molpi xihuitl auh ca oca quimocuetique yn amoxtli oca quihuicaque yn Huitzinlihuitzin nehua yn ichpoch yn itocan Azcalxochtzin yn quihuicaque yn Colhuaca[n] ca pepetlauhtiyaque aoc tle yntech hueztiya. Auh yn oca tlatohuani yn Colhuaca[n] intoca Coxcoxtli yn Huitzilihuitl yn ichpoch ce[n]ca quitlaocollin yn atle Maytlatzin yntech hueztian quilhui yn tlatohuani Maytlatzin Maytlatzin xicmotlaocollili yn nochpontzin tlatohuaniye. Auh nima quilhui camo niciya zan iuh yaz.
Y ahí fue entregado y se celebró la atadura de los años y allí fueron honrados en el libro, que ahí trajeron a Huitzilihuitzin y a su hija que se llama Azcalxochtzin, que trajeron a Colhuacan, les hicieron desnudarse sin ningún motivo para que los hicieran caer. Y ahí el tlatohuani de Colhuacan que se llama Coxcoxtli, a Huitzilihuitl y su doncella les tuvo gran compasión para que Maytlatzin no les hiciera caer, dijo al tlatohuani: Maytlatzin, Maytlatzin, compadécete de mi hija, ¡oh señor!. Y luego dijo: que no estoy cansado, que sólo así irá.
Folio 4r. Paleografía y traducción en Hernández Andón.

Lo narrado anteriormente y otros manuscritos tiene su desenlace más adelante, en unos lamentos surgidos a raíz de la construcción del momoztli (‘altar’) de tierra y la del Templo de Huitzilopochtli en el año 2-tecpatl (1326): Se sentó al pie del tenochtli y se lamentó junto con otros diez ancianos teyacanqui:

Acacitli y[n]yoyahue tloque ye nahuaque yeca yehuatl ynic nichoca yn[ni]acacitli yn chapoltepec popoliuhtoc notatzin yhua yn azcal xotzin y[n] noteycatzin.

Fragment de l'histoire des anciens mexicains, fol. 6r
Auh yn acacitli ye quitohua ynyoyahue tloquehe nahuaquehe ca yehuatl in ynic nichoca, yn[i]nacacitli yn chapoltepec yn popoliuhtoc yn notatzin yhuan ynazcatl xochtzin yn noteyccatzin.

Tercera relación, p. 78.
Y Acacitli dice entonces: "¡Ah, tloque nahuaque!. Esto es por lo que lloro, yo Acacitli: en Chapoltépec desaparece mi padre en unión de Azcatl Xochtzin, mi hermano menor".
Trad. por Castillo Farreras, p. 79.
Cuadro comparativo inspirado en el de Castañeda de la Paz, p. 205